# Diana & Marvin
Diana & Marvin studijski je album kojeg u duetu izvode američka soul pjevačica Diana Ross i Marvin Gaye, a izlazi u listopadu 1973. godine, a objavljuje ga diskografska kuća 'Motown Records'.
Priprema i snimanje albuma radilo se tijekom 1972. i 1973. godine u 'Motown' studiju koji se nalazi u Hollywoodu, Kalifornija. Materijal se sastoji od vokalnog dueta Marvina Gayea i Diane Ross, koja je u to vrijeme imala dva velika R&B i soul hita na top ljestvicama, dok i album Diana & Marvin postiže veliki uspjeh na ljestvicama. Međutim album se ne prodaje dobro kao njegovi prethodni albumi, iako se uspio prodati blizu milijun primjeraka širom svijeta. Album je nanovo objavljen na CD-u, s četiri bonus skladbe 6. veljače 2001. godine.

## Povijest
Tokom 1973. godine, Ross i Gaye su u različitim područjima svojoj glazbene karijeri. Ross je bila na putu da postane jedna od najvećih ženskih pop zvijezda (Cher i Barbra Streisand zatvorile su se u svom rivalstvu), nizom hit singlova, albuma i dobrim komentarima kritičara za nastup u filmu Lady Sings the Blues. S druge strane, Gaye je postajao glazbeni vizionar u objavljivanju klasičnih snimki poput albuma What's Going On, Let's Get It On i Trouble Man. Projekt je bio zamišljen još u jesen 1971. godine, odmah nakon objavljivanja What's Going On. Tijekom prvih snimanja, Ross je bila u drugom stanju i žalila se direktoru 'Motowna', Berrjyu Gordyju, da Gaye treba prestati pušiti marihuanu u studiju. I nakon Gordyjevog apeliranja Gaye nije htio prestati s pušenjem, pa je kao rezultat toga većina albuma snimljena u zasebnim prostorijama studija u 1972. godine.
Kada je album objavljen uspjeh mu je bio ispod očekivanog, a našao se na #26 'Billboardove' ljestvice top 200 albuma u Sjedinjenim Državama. Diana & Marvin puno bolje prolazi izvan SAD-a, posebno u Velikoj Britaniji, gdje su objavljeni različiti singlovi nego u SAD-u (SAD; "You're a Special Part of Me", "Don't Knock My Love", "My Mistake", a VB-u; ("Stop, Look, Listen (To Your Heart)", "You Are Everything"). Tijekom četrdeset i sedam tjedana boravka na top ljestvici, u periodu 1972. – 1973., album je svoj vrhunac našao na #6 u Velikoj Britaniji i premašio prodaju od 100.000 primjeraka. 1981. godine albume se nanovo vraća na top ljestvice. Singlovi "You Are Everything" i "Stop, Look, Listen (To Your Heart)" dolaze na  #5 i #25 britanskih top ljestvica. Na kraju, album se uspio prodati u blizu milijun primjeraka širom svijeta.
Nekoliko skladbi na albumu koje uključuju "Stop, Look, Listen" i "You Are Everything", bile su cover verzije od soul sastava 'The Stylistics'.

## Popis pjesama

### Strana prva
1. "You Are Everything" (Thom Bell|T. Bell, Linda Creed) – 3:10
2. "Love Twins" (Bolton, McLeod) – 3:28
3. "Don't Knock My Love" (Wilson Pickett, Shapiro) – 2:20
4. "You're a Special Part of Me" (H. Johnson, A. Porter, G. Wright) – 3:35
5. "Pledging My Love" (Robey, F. Washington) – 3:34

### Strana druga
1. "Just Say, Just Say" (Ashford & Simpson) – 4:10
2. "Stop, Look, Listen (To Your Heart)" (T. Bell, Creed) – 2:53
3. "I'm Falling in Love With You" (M. Gordy) – 2:42
4. "My Mistake (Was to Love You)" (Gloria Jones, Pam Sawyer) – 2:55
5. "Include Me In Your Life" (Bolton, McLeod) – 3:04

### Bonus pjesme
- Bonus skladbe nalaze se na reizdanju albuma iz 2001. godine.

1. "Alone" – 2:15
2. "The Things I Will Not Miss" – 3:65
3. "I've Come to Love You So Much" – 4:10
4. "I'll Keep My Light in My Window" – 2:40

## Top ljestvice

### Album
| Naziv          | Informacije                                                             |
| -------------- | ----------------------------------------------------------------------- |
| Diana & Marvin | - SAD Billboard 200 pop albuma (1973.) #26 - SAD Crni albumi (1974.) #7 |

### Singlovi
| Naziv                          | Informacije                                                                              |
| ------------------------------ | ---------------------------------------------------------------------------------------- |
| "You're a Special Part of Me"  | - SAD Billboard Hot 100 pop singlova #12 - SAD Hot R&B/Hip-Hop skladbe, crni singlovi #4 |
| "Don't Knock My Love"          | - SAD pop singlovi #46 - SAD crni singlovi #25                                           |
| "My Mistake (Was to Love You)" | - SAD pop singlovi #19 - SAD crni singlovi #15                                           |

## Izvođači
- Aranžeri - David Blumberg (skladbe: A1 to A3, A5, B4, B5), Gene Page (skladba: B2), James Carmichael (skladba: A4), Paul River (skladba: B1)
- Projekcija (snimanje, miks) - Russ Terrana
- Projekcija (snimanje) - Art Stewart, Cal Harris
- Producenti - Nickolas Ashford & Valerie Simpson (skladba: B1), Berry Gordy (skladba: A4), Hal Davis (skladbe: A1 to A3, B2, B4, B5), Margaret Gordy (skladba: B3)
- Producent (asistent & koordinator) - Suzee Wendy Ikeda
- Izvršni producent - Berry Gordy
- Producent, aranžer - Bob Gaudio (skladba: A5), Mark Davis (skladba: B3)
- Vokalna izvedba – Marvin Gaye, Diana Ross

## Vanjske poveznice
- Allmusic.com - Diana & Marvin